# Britne Oldford
Britne Oldford (Toronto, 23 de julho de 1992) é uma atriz canadense.

## Filmografia

### Cinema
| Ano  | Título                | Papel  |
| ---- | --------------------- | ------ |
| 2013 | Darkroom              | Jean   |
| 2013 | 36 Saints             | Eve    |
| 2014 | Loitering with Intent | Izzy   |
| 2014 | Happy Birthday!       | Lucia  |
| 2014 | Hunter&Game           | Garota |
| 2015 | How He Fell in Love   | Monica |

### Televisão
| Ano       | Título                        | Papel                |
| --------- | ----------------------------- | -------------------- |
| 2009      | The Latest Buzz               | Josie                |
| 2011      | Skins                         | Cadie Campbell       |
| 2012      | Robot Chicken                 | Linka/Raisin Groupie |
| 2012–2013 | American Horror Story: Asylum | Alma Walker          |
| 2013–2014 | Ravenswood                    | Remy Beaumont        |
| 2014      | The Divide                    | Jenny Butler         |
| 2015      | The Flash                     | Shawna Baez          |